# Profesionalac
Pour plus de détails, voir Fiche technique et Distribution.
Profesionalac (Професионалац) est un film serbe réalisé par Dušan Kovačević, sorti en 2003.

## Synopsis
Après la chute de la Yougoslavie, un ancien agent secret devenu chauffeur entre au service d'un ancien professeur devenu chef d'entreprise.

## Fiche technique
- Titre : Profesionalac
- Titre original : Професионалац
- Réalisation : Dušan Kovačević
- Scénario : Dušan Kovačević d'après sa pièce de théâtre
- Musique : Momcilo  Bajagic
- Photographie : Bozidar Nikolic
- Montage : Marko Glusac
- Production : Predrag Jakovljevic et Dejan Vrazalic
- Société de production : Vans
- Pays :  Serbie
- Genre : Comédie dramatique
- Durée : 104 minutes
- Dates de sortie : 
  -  Serbie : 21 mai 2003

## Distribution
- Bora Todorović : Luka Laban
- Branislav Lečić : Teodor Teja Kraj
- Nataša Ninković : Marta
- Dragan Jovanovic : Gipsani
- Josif Tatic : Maki
- Miodrag Krstovic : Jovan Petrovic
- Milos Stojanovic : Marko

## Distinctions
Le film a été nommé aux Prix du cinéma européen dans la catégorie Meilleur scénario. Le film a également obtenu le prix du meilleur scénario et le prix FIPRESCI au festival des films du monde de Montréal.